# Утакмице фудбалске репрезентације Мађарске 1975.
| Домаћин | Гост |

Фудбалска репрезентација Мађарске је током 1975. године одиграла десет званичних утакмица. И ове године због слабих резултата репрезентације настављена је промена савезних селектора, а и друге околности су допринеле томе. Због болести Едеа Мора, у једном мечу је био главни Јанош Сеч, а у наредним мечевима Лајош Бароти. Поред квалификација за Европско првенство, екипа је одиграла две утакмице, у квалификацијама за Олимпијске игре против Бугарске (на претходне четири Олимпијске игре репрезентација Мађарске је освојила две златне, једну сребрну и једну бронзану медаљу), сада је елиминисана у квалификацијама .
Двадесетогодишњи Тибор Њилаши, који је на крају године постигао пет голова против Луксембурга, дебитовао је у мечу против Ирана.
Савезни селектори националног тима у овом периоду су били:
- Еде Мор (492 — 493.)
- Јанош Сеч (494.)
- Лајош Бароти (495 — 501.)[note 1]

## Утакмице
| Француска                     | 2 : 0 (0 : 0) | Мађарска |
| ----------------------------- | ------------- | -------- |
| Х. Мишел 57’ · П. Паризон 63’ | Извештај      |          |

| Аустрија | 0 : 0    | Мађарска |
| -------- | -------- | -------- |
|          | Извештај |          |

| Мађарска       | 1 : 2 (0 : 1) | Велс                          |
| -------------- | ------------- | ----------------------------- |
| Браникович 77’ | Извештај      | 45’ Џ. Тошак · 70’ Џ. Махони] |

| Мађарска                      | 2 : 0 (1 : 0) | Бугарска |
| ----------------------------- | ------------- | -------- |
| Фазекаш 25’ (пен) · Козма 62’ | Извештај      |          |

| Бугарска                                                | 4 : 0 (1 : 0) | Мађарска |
| ------------------------------------------------------- | ------------- | -------- |
| Б. Колев 44’ · П. Панов 47’ (пен) 52’ · А. Жељазков 89’ | Извештај      |          |

| Иран           | 1 : 2 (1 : 1) | Мађарска                |
| -------------- | ------------- | ----------------------- |
| Г. Мазлони 44’ | Извештај      | 28’ Варади · 53’ Л. Нађ |

| Мађарска               | 2 : 1 (2 : 1) | Аустрија                                 |
| ---------------------- | ------------- | ---------------------------------------- |
| Њилаши 4’ · Пустаи 35’ | Извештај      | 17’ ([[\|Једанаестерац\|пен]]) Х. Кранкл |

| Пољска                                              | 4 : 2 (3 : 1) | Мађарска                |
| --------------------------------------------------- | ------------- | ----------------------- |
| К. Кмечик 12’ · Х. Касперчак 18’ · Ј. Маркс 33’ 78’ | Извештај      | 10’ Л. Нађ · 90’ Пустаи |

| [[Фудбалска репрезентација Чехословачке {{{altlink2}}}\|Чехословачка]] | 1 : 1 (0 : 0) | Мађарска   |
| ---------------------------------------------------------------------- | ------------- | ---------- |
| Нехода 59’                                                             | Извештај      | 52’ Варади |

| Мађарска                                                         | 8 : 1 (4 : 0) | Луксембург |
| ---------------------------------------------------------------- | ------------- | ---------- |
| Пинтер 13’ · Њилаши 21’ 32’ 44’ 57’ 67’ · Волек 78’ · Варади 88’ | Извештај      | 83’ Дусиер |

## Извори и спољашње везе
- Dénes Tamás-Rochy Zoltán. A 700. után. Rochy és Társa. ISBN 963-04-7169-8.
- Rejtő László – Lukács László – Szepesi György: Felejthetetlen 90 percek. Budapest: Sportkiadó. 1977.  963-253-501-4
- Све утакмице репрезентације Мађарске
- Репрезентација Мађарске на фудбалској бази података
- Утакмице репрезентације Мађарске (1975)